# Mecometopus catarina
Mecometopus catarina là một loài bọ cánh cứng trong họ Cerambycidae.